# Championnat d'Ouganda de football 1993
Navigation
Édition précédente Édition suivante
La saison 1993 du Championnat d'Ouganda de football est la vingt-quatrième édition du championnat de première division ougandais. Les équipes engagées sont regroupées au sein d'une poule unique où elles affrontent deux fois leurs adversaires, à domicile et à l'extérieur. En fin de saison, les trois derniers du classement sont relégués et remplacés par les deux meilleurs clubs de deuxième division.
C'est le club d'Express FC qui remporte la compétition cette saison après avoir terminé en tête du classement, avec deux points d'avance sur le tenant du titre, le Villa SC et six sur Kampala City Council. C'est le troisième titre de champion d'Ouganda de l'histoire du club.

## Participants
- Dairy Corp - Promu de D2
- Wandegeya FC - Promu de D2
- Villa SC
- Kampala City Council
- Nsambya Old Timers FC
- Uganda CI FC
- Express FC
- Coffee SC
- Airlines FC
- Busia FC - Promu de D2
- Miracle FC - Promu de D2
- Arua Municipal Council FC
- Bell FC
- Uganda Commercial Bank FC
- Nile Breweries FC

## Compétition

### Classement
Le classement est établi sur le barème de points classique : victoire à 2 points, match nul à 1, défaite à 0.
| Rang | Équipe                    | Pts | J  | G  | N  | P  | Bp | Bc | Diff |
| ---- | ------------------------- | --- | -- | -- | -- | -- | -- | -- | ---- |
| 1    | Express FC                | 47  | 28 | 20 | 7  | 1  | 60 | 15 | +45  |
| 2    | Villa SCT                 | 45  | 28 | 19 | 7  | 2  | 53 | 11 | +42  |
| 3    | Kampala City CouncilC     | 41  | 27 | 17 | 7  | 3  | 45 | 8  | +37  |
| 4    | Dairy CorpP               | 33  | 28 | 10 | 13 | 5  | 34 | 21 | +13  |
| 5    | Coffee SC                 | 31  | 27 | 12 | 7  | 8  | 41 | 32 | +9   |
| 6    | Nile Breweries FC         | 31  | 28 | 12 | 7  | 9  | 33 | 25 | +8   |
| 7    | Arua Municipal Council    | 31  | 28 | 12 | 7  | 9  | 35 | 41 | -6   |
| 8    | Nsambya Old Timers FC     | 30  | 28 | 10 | 10 | 8  | 32 | 25 | +7   |
| 9    | Uganda Commercial Bank FC | 24  | 28 | 8  | 8  | 12 | 36 | 32 | +4   |
| 10   | Uganda Electricity Board  | 24  | 28 | 8  | 8  | 12 | 36 | 32 | +4   |
| 11   | Bell FC                   | 18  | 27 | 7  | 4  | 16 | 21 | 41 | -20  |
| 12   | Miracle FCP               | 18  | 27 | 7  | 4  | 16 | 21 | 41 | -20  |
| 13   | Wandegeya FCP             | 17  | 28 | 5  | 7  | 16 | 21 | 41 | -20  |
| 14   | Busia FCP                 | 10  | 27 | 4  | 2  | 21 | 19 | 60 | -41  |
| 15   | Airlines FC               | 6   | 26 | 2  | 2  | 22 | 16 | 56 | -40  |

|  | Qualification pour la Coupe des clubs champions africains 1994 et la Coupe CECAFA des clubs 1994 |
|  | Qualification pour la Coupe des Coupes 1994                                                      |
|  | Qualification pour la Coupe de la CAF 1994                                                       |
|  | Relégation en deuxième division                                                                  |
|  | T : Tenant du titre C : Vainqueur de la Coupe d'Ouganda P : Promu de D2                          |

- Les matchs manquants n'ont apparemment jamais été disputés.

## Bilan de la saison
| Championnat d'Ouganda de football 1993                             |                       |
| Champion                                                           | Express FC (3e titre) |
| Coupes et trophées                                                 |                       |
| Vainqueur de la Coupe d'Ouganda 1993                               | Kampala City Council  |
| Qualifications continentales                                       |                       |
| Coupe des clubs champions africains 1994                           | Express FC            |
| Coupe d'Afrique des vainqueurs de coupe de football 1994           | Kampala City Council  |
| Coupe de la CAF 1994                                               | Villa SC              |
| Coupe CECAFA des clubs 1994                                        | Express FC            |
| Promotions et relégations                                          |                       |
| Promus en Championnat d'Ouganda de football                        | SCOUL FC              |
| Promus en Championnat d'Ouganda de football                        | Entebbe Works FC      |
| Promus en Championnat d'Ouganda de football                        | State House FC        |
| Relégués en Championnat d'Ouganda de football de deuxième division | Wandegeya FC          |
| Relégués en Championnat d'Ouganda de football de deuxième division | Busia FC              |
| Relégués en Championnat d'Ouganda de football de deuxième division | Airlines FC           |